# Francisco Cerúndolo
Francisco Cerúndolo (Buenos Aires, 13 agosto 1998) è un tennista argentino.
In singolare ha vinto tre titoli del circuito maggiore e il suo miglior ranking ATP è stato il 18º posto raggiunto nel maggio 2025. Ha fatto il suo esordio nella squadra argentina di Coppa Davis nel 2022.

## Biografia
Proviene da una famiglia di sportivi. Il fratello minore Juan Manuel è a sua volta un tennista professionista, che ha vinto un titolo ATP ed è entrato nella top 100 del ranking mondiale nel 2021. Anche il padre Alejandro era stato un tennista professionista e la sorella di Francisco, Constanza, ha fatto parte della squadra argentina di hockey su prato che ha vinto la medaglia d'oro ai Giochi olimpici giovanili del 2018 e ha esordito nella nazionale maggiore nel 2019.

## Carriera

### 2016-2018, inizi da professionista e primi titoli ITF
Esordisce nei tornei ITF nel maggio 2016 e nei primi due anni gioca occasionalmente, senza risultati di rilievo. Nel giugno 2018 si aggiudica la medaglia d'argento ai Giochi sudamericani, perdendo la finale contro Marcelo Tomás Barrios Vera. A settembre inizia a giocare con continuità tra i professionisti e subito raggiunge le sue prime tre finali ITF, perde la prima al torneo Argentina F6 e il 21 ottobre alza il primo trofeo sconfiggendo Daniel Dutra da Silva in finale al Brazil F5. Si aggiudica il titolo anche la settimana successiva al Brazil F6. Verso fine anno debutta con una sconfitta in un torneo del circuito Challenger.

### 2019-2020, primi titoli Challenger e 139º nel ranking
Nei primi sette mesi del 2019 vince altri cinque titoli ITF in singolare e il suo primo titolo in doppio. A febbraio debutta inoltre in un tabellone principale del circuito maggiore con una wild card al torneo ATP 250 di Buenos Aires e viene sconfitto al primo turno. Nella seconda parte della stagione è impegnato soprattutto nei tornei Challenger, raggiunge per cinque volte i quarti di finale, ad agosto entra nella top 300 del ranking e il mese dopo al torneo di Campinas sconfigge per la prima volta un top 100, il nº 85 Hugo Dellien.
Fa il suo esordio stagionale nel 2020 vincendo a gennaio un torneo ITF a Los Angeles. Riprende a giocare nei Challenger ad agosto, dopo la lunga pausa del tennis mondiale per la pandemia di COVID-19, e in ottobre vince il primo titolo Challenger in singolare a Spalato, battendo in finale Pedro Sousa. Nei due mesi successivi vince anche i Challenger di Guayaquil e Campinas, superando nelle rispettive finali Andrej Martin e Roberto Carballés Baena. Chiude la stagione con il nuovo best ranking alla 139ª posizione mondiale.

### 2021, prima finale ATP
All'inizio del 2021 fa la sua prima esperienza in un torneo del Grande Slam e viene eliminato al secondo turno delle qualificazioni agli Australian Open. Dopo la finale persa al Challenger Concepción contro Sebastián Báez, vince il suo primo incontro in un tabellone principale ATP a Córdoba, superando in tre set Gianluca Mager. Disputa la sua prima finale ATP al successivo torneo di Buenos Aires, partendo dalle qualificazioni; elimina tra gli altri Benoit Paire e Albert Ramos Viñolas e cede al nº 9 del mondo Diego Schwartzman con il punteggio di 1-6, 2-6. Supera per la prima volta le qualificazioni in una prova del Grande Slam al Roland Garros, e viene eliminato al primo turno da Thiago Monteiro. A fine luglio fa il suo esordio olimpico ai Giochi di Tokyo e viene subito sconfitto da Liam Broady. Il 9 agosto si impone in finale nel Challenger di Cordenons su Tomás Martín Etcheverry, conquistando il quarto titolo Challenger in carriera. Nel finale di stagione raggiunge quattro semifinali Challenger e a settembre porta il best ranking alla 103ª posizione.

### 2022, primo titolo ATP, semifinale al Miami Masters e top 30
All'esordio stagionale nel 2022 esce al primo turno all'ATP 250 di Adelaide, e a fine gennaio vince il titolo nel Challenger di Santa Cruz. Eliminato al primo turno a Cordoba, supera le qualificazioni a Buenos Aires, si spinge fino ai quarti di finale e come l'anno precedente viene sconfitto da Schwartzman; a fine torneo approda al 100º posto del ranking. Al torneo di Rio de Janeiro elimina Paire, Carballés Baena e Kecmanović raggiungendo la prima semifinale in un ATP 500, e anche questa volta a batterlo è Schwartzman. Il risultato lo porta alla 76ª posizione mondiale. Raggiunge la prima semifinale in un Masters 1000 al Miami Open 2022, dopo il successo all'esordio su Tallon Griekspoor, accede al terzo turno per il ritiro nel secondo set di Reilly Opelka; supera quindi i quotati Gaël Monfils e Frances Tiafoe e anche nei quarti approfitta del ritiro dell'avversario a match in corso. In semifinale raccoglie solo 5 giochi contro Casper Ruud e a fine torneo sale al 51º posto mondiale. Nei successivi otto tornei supera il primo turno solo due volte ed esce al turno di esordio al Roland Garros e a Wimbledon.
Si riscatta il 17 luglio aggiudicandosi a Båstad il suo primo titolo ATP; elimina prima Pedro Sousa e al secondo turno il nº 5 del mondo Casper Ruud, primo top 10 sconfitto in carriera. Ha quindi la meglio su Aslan Karacev, in semifinale sul nº 18 ATP Pablo Carreño Busta e trionfa in finale battendo Sebastián Báez per 7-6, 6-2, risultato che lo porta al 30º posto mondiale. Al successivo ATP 500 di Amburgo elimina al secondo turno il nº 8 del mondo Andrej Rüblev, raggiunge la semifinale e viene sconfitto da Lorenzo Musetti che si aggiudicherà il titolo; a fine torneo sale alla 24ª posizione del ranking. Perde tutti gli incontri successivi, compreso quello al primo turno degli US Open e i due disputati in settembre al suo esordio assoluto in Coppa Davis. Torna al successo a Gijón e cede nei quarti di finale a Dominic Thiem, mentre negli ultimi tornei stagionali non supera mai il secondo turno.

### 2023, un titolo ATP, 4º turno al Roland Garros e top 20
Sconfitto in entrambi gli incontri disputati in United Cup all'esordio stagionale, agli Australian Open vince i suoi primi incontri nel tabellone principale di un torneo dello Slam superando Guido Pella e Corentin Moutet prima di essere eliminato al terzo turno da Félix Auger-Aliassime. Esce nei quarti a Córdoba e a Buenos Aires, mentre al terzo turno di Indian Wells viene di nuovo sconfitto da Auger-Aliassime. Si prende la rivincita sul canadese nº 6 del mondo al Miami Open e perde nei quarti contro Karen Chačanov. A Monte Carlo elimina il nº 14 ATP Cameron Norrie e al secondo turno viene sconfitto in rimonta da Matteo Berrettini. Perde in rimonta anche nei quarti a Barcellona contro Daniel Evans dopo aver battuto in due set il nº 3 del mondo Casper Ruud. Sconfitto a sorpresa all'esordio a Madrid da Pedro Cachín, agli Internazionali d'Italia sconfigge il nº 8 ATP Jannik Sinner ed esce di nuovo nei quarti per mano dello stesso Ruud.
Disputa la sua terza finale ATP in carriera a Lione grazie al successo in semifinale su Cameron Norrie, a cui lascia 3 soli giochi, e cede ad Arthur Fils al secondo set. Con la vittoria sul top 10 Taylor Fritz al Roland Garros, approda per la prima volta al quarto turno in uno Slam e viene sconfitto al tie-break del quinto set dal nº 6 del mondo Holger Rune. A fine torneo entra per la prima volta nella top 20, al 20º posto, e la settimana dopo sale al 19º. Dopo l'eliminazione al secondo turno al Queen's, vince sull'erba di Eastbourne il suo secondo titolo ATP in carriera sconfiggendo in finale il nº 17 del mondo Tommy Paul con il punteggio di 6-4, 1-6, 6-4. Vince il primo match in carriera a Wimbledon superando Nuno Borges ed esce di scena al secondo turno, mentre perde contro Rublëv la semifinale a Båstad, dove era campione uscente. Raggiunge per la prima volta il secondo turno agli US Open e contribuisce al primo successo del Resto del mondo nella Laver Cup superando Alejandro Davidovich Fokina. Eliminato al quarto turno allo Shanghai Masters, sconfigge Gaël Monfils e il nº 8 del mondo Casper Ruud al Paris Masters prima di essere eliminato al terzo turno da Hubert Hurkacz. A fine anno inizia a collaborare con il nuovo allenatore Franco Davín.

### 2024, un titolo ATP
Il primo risultato importante della stagione è la semifinale raggiunta all'ATP 500 di Rio de Janeiro, dove raccoglie solo 5 giochi contro Sebastián Báez. Esce di scena al terzo turno nei primi Masters 1000 dell'anno a Indian Wells e Miami. Torna a mettersi in evidenza al Madrid Open, elimina dapprima i quotati Fábián Marozsán e Tommy Paul, accede ai quarti con la secca vittoria sul nº 5 del mondo Alexander Zverev e perde in tre set contro Taylor Fritz. Sconfitto al terzo turno agli Internazionali d'Italia, elimina di nuovo Paul all'Open di Francia e al quarto turno viene eliminato da Djokovic nel parziale decisivo dopo essersi trovato in vantaggio di due set a uno. Sconfitto al primo turno nei tre tornei disputati sull'erba, tra cui Wimbledon, esce nei quarti all'Hamburg European Open. Vince il suo terzo titolo ATP in carriera al Croatia Open Umag con il successo in finale sul nº 17 del mondo Lorenzo Musetti con il punteggio di 2-6, 6-4, 7-6, dopo che in semifinale aveva sconfitto in due set il nº 9 Andrej Rublëv.
Ai Giochi olimpici di Parigi elimina il nº 15 ATP Ugo Humbert ed esce al terzo turno per mano di Casper Ruud, mentre non supera il primo turno in doppio in coppia con Tomás Martín Etcheverry. Nello swing estivo americano raggiunge il secondo turno solo agli US Open. Sconfitto da Shapovalov nella prima sfida persa contro il Canada nella fase a gruppi delle Finali di Coppa Davis, batte il top 20 Jack Draper e Otto Virtanen nelle due vittoriose sfide successive, garantendo all'Argentina il passaggio ai quarti. Nella Laver Cup persa contro il Team Europe sconfigge il top 10 Casper Ruud. Si spinge fino alla semifinale all'ATP di Almaty e perde in due set contro Gabriel Diallo. Al Paris Masters elimina di nuovo Rublëv e cede al terzo set contro Tsitsipas. Nei quarti di finale persi 2-1 contro l'Italia, guadagna il punto argentino sconfiggendo Lorenzo Musetti.

### 2025, una finale ATP e 18º nel ranking
Eliminato in quattro set da Alex de Minaur al terzo turno degli Australian Open, al successivo Argentina Open sconfigge nei quarti il nº 2 del mondo Alexander Zverev e perde in due set la finale contro l'emergente João Fonseca. Dopo le eliminazioni nei quarti al Rio Open e in semifinale al Chile Open, all'Indian Wells Open si prende la rivincita contro il nº 10 ATP de Minaur ed esce nei quarti per mano di Alcaraz. Raggiunge i quarti anche al Miami Open e cede a Grigor Dimitrov dopo le vittorie sul nº 13 ATP Tommy Paul e il top 10 Casper Ruud.
Perde di nuovo contro Alcaraz al secondo turno del Monte Carlo Masters. Si spinge fino alla semifinale agli Internazionali di Baviera e perde in tre set contro Ben Shelton. Disputa la sua seconda semifinale in carriera in un Masters 1000 al Madrid Open e perde in due set contro il vincitore del torneo Ruud dopo aver di nuovo sconfitto Zverev e Jakub Menšík, reduce dal trionfo a Miami. Con questi risultati ritocca il miglior ranking dopo quasi due anni portandosi alla 18ª posizione. Agli Internazionali d'Italia elimina il finalista dell'edizione precedente Nicolás Jarry e cede in due set al quarto turno contro il rientrante Sinner.

## Statistiche

### Singolare

#### Vittorie (3)
| Legenda              |
| Grande Slam (0)      |
| ATP Finals (0)       |
| ATP Masters 1000 (0) |
| ATP Tour 500 (0)     |
| ATP Tour 250 (3)     |

| N. | Data           | Torneo                               | Superficie  | Avversario in finale | Punteggio        |
| 1. | 17 luglio 2022 | Swedish Open, Båstad                 | Terra rossa | Sebastián Báez       | 7–6(4), 6–2      |
| 2. | 1º luglio 2023 | Eastbourne International, Eastbourne | Erba        | Tommy Paul           | 6–4, 1–6, 6–4    |
| 3. | 27 luglio 2024 | Croatia Open Umag, Umago             | Terra rossa | Lorenzo Musetti      | 2–6, 6–4, 7–6(5) |

#### Finali perse (3)
| Legenda              |
| Grande Slam (0)      |
| ATP Finals (0)       |
| ATP Masters 1000 (0) |
| ATP Tour 500 (0)     |
| ATP Tour 250 (3)     |

| N. | Data             | Torneo                                     | Superficie  | Avversario in finale | Punteggio   |
| 1. | 7 marzo 2021     | Argentina Open, Buenos Aires               | Terra rossa | Diego Schwartzman    | 1–6, 2–6    |
| 2. | 27 maggio 2023   | Open Parc Auvergne-Rhône-Alpes Lyon, Lione | Terra rossa | Arthur Fils          | 3–6, 5–7    |
| 3. | 16 febbraio 2025 | Argentina Open, Buenos Aires (2)           | Terra rossa | João Fonseca         | 4–6, 6(1)–7 |

### Tornei minori

#### Singolare

##### Vittorie (13)
| Legenda tornei minori |
| Challenger (5)        |
| ITF (8)               |

| N.  | Data             | Torneo                                              | Superficie  | Avversario in finale            | Punteggio        |
| 1.  | 21 ottobre 2018  | Brazil F5, Mogi das Cruzes                          | Terra rossa | Daniel Dutra da Silva           | 6-2, 6-4         |
| 2.  | 28 ottobre 2018  | Brazil F6, Curitiba                                 | Terra rossa | Felipe Meligeni Rodrigues Alves | 7-6(3), 6-2      |
| 3.  | 20 gennaio 2019  | M15 Manacor, Manacor                                | Terra rossa | Ivan Gakhov                     | 6-3, 6-3         |
| 4.  | 27 gennaio 2019  | M15 Palmanova, Palmanova                            | Terra rossa | Sandro Ehrat                    | 2-6, 6-2, 6-3    |
| 5.  | 12 maggio 2019   | M15 Buenos Aires, Buenos Aires                      | Terra rossa | Genaro Alberto Olivieri         | 7-6(2), 7-6(6)   |
| 6.  | 2 giugno 2019    | M25 Kiseljak, Kiseljak                              | Terra rossa | Christopher O'Connell           | 3-6, 6-2, [10-4] |
| 7.  | 21 luglio 2019   | M25 Lima, Lima                                      | Terra rossa | Nicolás Álvarez                 | 6-2, 6-1         |
| 8.  | 12 gennaio 2020  | M25 Los Angeles, Los Angeles                        | Cemento     | Alexander Ritschard             | 6-3, 6-3         |
| 9.  | 4 ottobre 2020   | Split Open, Spalato                                 | Terra rossa | Pedro Sousa                     | 4-6, 6-3, 7-6(4) |
| 10. | 22 novembre 2020 | Challenger Ciudad de Guayaquil, Guayaquil           | Terra rossa | Andrej Martin                   | 6-4, 3-6, 6-2    |
| 11. | 6 dicembre 2020  | Campeonato Internacional de Campinas, Campinas      | Terra rossa | Roberto Carballés Baena         | 6-4, 3-6, 6-3    |
| 12. | 8 agosto 2021    | Internazionali del Friuli Venezia Giulia, Cordenons | Terra rossa | Tomás Martín Etcheverry         | 6-1, 6-2         |
| 13. | 30 gennaio 2022  | Santa Cruz Challenger, Santa Cruz de la Sierra      | Terra rossa | Camilo Ugo Carabelli            | 6-4, 6-3         |

##### Finali perse (3)
| Legenda tornei minori |
| Challenger (1)        |
| ITF (2)               |

| N. | Data              | Torneo                            | Superficie  | Avversario in finale | Punteggio           |
| 1. | 23 settembre 2018 | Argentina F6, Buenos Aires        | Terra rossa | Gonzalo Villanueva   | 0-6, 3-6            |
| 2. | 7 luglio 2019     | M25 Buenos Aires, Buenos Aires    | Terra rossa | Juan Pablo Ficovich  | 5-7, 7-6(5), 3-6    |
| 3. | 21 febbraio 2021  | Challenger Concepción, Concepción | Terra rossa | Sebastián Báez       | 3-6, 7-6(5), 6(5)-7 |

#### Doppio

##### Vittorie (1)
| Legenda tornei minori |
| Challenger (0)        |
| ITF (1)               |

| N. | Data          | Torneo               | Superficie  | Compagno     | Avversari in finale                             | Punteggio           |
| 1. | 24 marzo 2019 | M15 Pinamar, Pinamar | Terra rossa | Rafael Matos | Arklon Huertas del Pino Conner Huertas del Pino | 7-6(7), 3-6, [10-5] |

##### Sconfitte in finale (2)
| Legenda tornei minori |
| Challenger (1)        |
| ITF (1)               |

| N. | Data            | Torneo                            | Superficie  | Compagno             | Avversari in finale              | Punteggio   |
| 1. | 2 giugno 2019   | M25 Kiseljak, Kiseljak            | Terra rossa | João Pedro Sorgi     | Mārtiņš Podžus Maxim Ratniuk     | 6(5)-7, 2-6 |
| 2. | 22 gennaio 2022 | Challenger Concepción, Concepción | Terra rossa | Camilo Ugo Carabelli | Diego Hidalgo Cristian Rodríguez | 2-6, 0-6    |

## Risultati in progressione
| V | F | SF | QF | #T | RR | Q# | A | Z# | PO | O | F-A | SF-B | ND |

(V) Torneo vinto; raggiunto (F) finale, (SF) semifinale, (QF) quarti di finale, (#T) turni 4, 3, 2, 1; (RR) round - robin; (Q#) Turno di qualificazione; (A) assente dal torneo; (Z#) Zona gruppo Coppa Davis/Fed Cup (con indicazione numero); (PO) play-off Coppa Davis o Fed Cup; vinto un (O) oro, (F-A) argento o (SF-B) bronzo ai Giochi Olimpici; (ND) torneo non disputato.
Statistiche aggiornate al 10 giugno 2024.
| Torneo                | 2021          | 2022          | 2023          | 2024 | 2025 | Titoli | V-S   | V%  |
| Grande Slam           |               |               |               |      |      |        |       |     |
| Australian Open       | Q2            | Q1            | 3T            | 2T   | 3T   | 0 / 3  | 5–3   | 63% |
| Roland Garros         | 1T            | 1T            | 4T            | 4T   |      | 0 / 4  | 6–4   | 60% |
| Wimbledon             | Q3            | 1T            | 2T            | 1T   |      | 0 / 3  | 1–3   | 25% |
| US Open               | Q3            | 1T            | 2T            | 2T   |      | 0 / 3  | 2–3   | 40% |
| Vittorie-Sconfitte    | 0–1           | 0–3           | 7–4           | 5–4  | 2–1  | 0 / 13 | 14–13 | 52% |
| Nazionale             |               |               |               |      |      |        |       |     |
| Giochi Olimpici       | 1T            | Non disputati | Non disputati | 3T   | ND   | 0 / 2  | 2–2   | 50% |
| Coppa Davis           | A             | RR            | GMI           | QF   |      | 0 / 2  | 6–4   | 60% |
| United Cup            | Non disputata | Non disputata | RR            | A    | A    | 0 / 1  | 0–2   | 0%  |
| Vittorie-Sconfitte    | 0–1           | 0–2           | 2–2           | 6–3  |      | 0 / 5  | 8–8   | 50% |
| ATP Tour Masters 1000 |               |               |               |      |      |        |       |     |
| Indian Wells          | A             | Q1            | 3T            | 3T   | QF   | 0 / 3  | 5–3   | 63% |
| Miami                 | A             | SF            | QF            | 3T   | QF   | 0 / 4  | 12–4  | 75% |
| Monte Carlo           | A             | A             | 2T            | 2T   | 2T   | 0 / 3  | 3–3   | 50% |
| Madrid                | A             | Q1            | 2T            | QF   | SF   | 0 / 3  | 7–3   | 70% |
| Roma                  | A             | 1T            | QF            | 3T   | 4T   | 0 / 4  | 6–4   | 60% |
| Montréal/Toronto      | A             | 1T            | 2T            | A    |      | 0 / 2  | 1–2   | 33% |
| Cincinnati            | A             | 1T            | 1T            | 1T   |      | 0 / 3  | 0–3   | 0%  |
| Shanghai              | Non disputato | Non disputato | 4T            | 2T   |      | 0 / 2  | 2–2   | 75% |
| Parigi                | A             | 1T            | 3T            | 3T   |      | 0 / 3  | 4–3   | 57% |
| Vittorie-Sconfitte    | -             | 5–5           | 14–9          | 8–8  | 9–4  | 0 / 27 | 40–27 | 56% |
| ATP Tour 500          |               |               |               |      |      |        |       |     |
| Rio de Janeiro        | ND            | SF            | 2T            | SF   |      | 0 / 3  | 7–3   | 70% |
| Barcellona            | A             | A             | QF            | A    |      | 0 / 1  | 2–1   | 67% |
| Londra                | A             | 2T            | 2T            |      |      | 0 / 2  | 2–2   | 50% |
| Amburgo               | A             | SF            | 1T            |      |      | 0 / 2  | 3–2   | 60% |
| Astana                | 250           | 1T            | A             |      |      | 0 / 1  | 0–1   | 0%  |
| Tokyo                 | Non disputato | Non disputato | 1T            |      |      | 0 / 1  | 0–1   | 0%  |
| Vienna                | A             | 2T            | 1T            |      |      | 0 / 2  | 1–2   | 33% |
| Vittorie-Sconfitte    | -             | 8–5           | 4–6           | 3–1  |      | 0 / 12 | 15–12 | 56% |

## Vittorie contro giocatori top 10
| Anno     | 2022 | 2023 | 2024 | 2025 | Totale |
| -------- | ---- | ---- | ---- | ---- | ------ |
| Vittorie | 2    | 5    | 4    | 4    | 15     |

| #    | Giocatore             | Rank | Evento                          | Superficie  | Turno | Punteggio          |
| ---- | --------------------- | ---- | ------------------------------- | ----------- | ----- | ------------------ |
| 2022 |                       |      |                                 |             |       |                    |
| 1.   | Casper Ruud           | 5    | Swedish Open, Båstad            | Terra rossa | 2T    | 6–4, 3–6, 7–5      |
| 2.   | Andrej Rublëv         | 8    | Hamburg European Open, Amburgo  | Terra rossa | 2T    | 6–4, 6–2           |
| 2023 |                       |      |                                 |             |       |                    |
| 3.   | Félix Auger-Aliassime | 6    | Miami Open, Miami               | Cemento     | 3T    | 6–2, 7–5           |
| 4.   | Casper Ruud (2)       | 3    | Barcelona Open, Barcellona      | Terra rossa | 3T    | 7–6(5), 6–3        |
| 5.   | Jannik Sinner         | 8    | Internazionali d'Italia, Roma   | Terra rossa | 4T    | 6(3)–7, 6–2, 6–2   |
| 6.   | Taylor Fritz          | 8    | Open di Francia, Parigi         | Terra rossa | 3T    | 3–6, 6–3, 6–4, 7–5 |
| 7.   | Casper Ruud (3)       | 8    | Paris Masters, Parigi           | Cemento (i) | 2T    | 7–5, 6–4           |
| 2024 |                       |      |                                 |             |       |                    |
| 8.   | Alexander Zverev      | 5    | Madrid Open, Madrid             | Terra rossa | 4T    | 6–3, 6–4           |
| 9.   | Andrej Rublëv (2)     | 9    | Croatia Open Umag, Umago        | Terra rossa | SF    | 7–6(6), 6–4        |
| 10.  | Casper Ruud (4)       | 9    | Laver Cup, Berlino              | Cemento (i) | RR    | 6–4, 6–4           |
| 11.  | Andrej Rublëv (2)     | 7    | Paris Masters, Parigi           | Cemento (i) | 2T    | 7–6(6), 7–6(5)     |
| 2025 |                       |      |                                 |             |       |                    |
| 12.  | Alexander Zverev (2)  | 2    | Argentina Open, Buenos Aires    | Terra rossa | QF    | 3–6, 6–3, 6–2      |
| 13.  | Alex de Minaur        | 10   | Indian Wells Open, Indian Wells | Cemento     | 4T    | 7–5, 6–3           |
| 14.  | Casper Ruud (5)       | 6    | Miami Open, Miami               | Cemento     | 4T    | 6–4, 6–2           |
| 15.  | Alexander Zverev (3)  | 2    | Madrid Open, Madrid             | Terra rossa | 4T    | 7–5, 6–3           |